# Katov (okres Brno-venkov)
Katov je obec v okrese Brno-venkov v Jihomoravském kraji. Rozkládá se v Křižanovské vrchovině, přibližně šest kilometrů severovýchodně od Velké Bíteše. Žije zde 277 obyvatel.

## Historie
První písemná zmínka o obci Katov pochází z roku 1390.

### Seznam starostů
- Libor Fikr (1992–1994)
- Jaroslav Sysel (1994–1998)
- Martin Koza (1998–2006)
- Luděk Mičánek (2006–2018)
- Miloslav Pašek (2018–2022)
- Jiří Urbánek (od 2022)

## Obyvatelstvo
| Rok            | 1869 | 1880 | 1890 | 1900 | 1910 | 1921 | 1930 | 1950 | 1961 | 1970 | 1980 | 1991 | 2001 | 2011 | 2021 |
| -------------- | ---- | ---- | ---- | ---- | ---- | ---- | ---- | ---- | ---- | ---- | ---- | ---- | ---- | ---- | ---- |
| Počet obyvatel | 254  | 268  | 247  | 254  | 222  | 205  | 212  | 197  | 213  | 207  | 181  | 189  | 196  | 201  | 265  |
| Počet domů     | 33   | 38   | 37   | 39   | 41   | 40   | 42   | 50   | 50   | 49   | 48   | 59   | 63   | 71   | 90   |

Vývoj počtu obyvatel

## Obecní správa
Mezi lety 1850–1960 byl Katov obcí v okrese Brno (1850–1890), posléze v okrese Velké Meziříčí (1900–1930), poté v okrese Velká Bíteš (1950) a později v okrese Žďár nad Sázavou. Od šedesátých  let 20. století do 30. června 1980 patřil jako část obce ke Křižínkovu. Od 1. července 1980 do 31. prosince 1991 patřil jako část města k Velké Bíteši a od 1. ledna 1992 je znovu obcí. K 1. lednu 2005 byla obec Katov společně s dalšími 23 obcemi převedena z okresu Žďár nad Sázavou (Kraj Vysočina) do okresu Brno-venkov (Jihomoravský kraj).

### Obecní symboly
Znak a vlajka byly obci uděleny rozhodnutím předsedy Poslanecké sněmovny Parlamentu České republiky dne 15. listopadu 2005.

## Pamětihodnosti
- Kaple Narození Panny Marie